# Maytenus krukovii
Maytenus krukovii är en benvedsväxtart som beskrevs av Albert Charles Smith. Maytenus krukovii ingår i släktet Maytenus och familjen Celastraceae. Inga underarter finns listade.